# Tripolitanija (rimska provincija)
Tripolitanija (lat. Tripolitana) je bila starorimska provincija na području sjeverne Afrike na teritoriju današnjeg Tunisa. Osnovao ju je rimski car Dioklecijan kad je podijelio provinciju Afriku na tri manje: Zeugitanu na sjeveru, kojom je vladao prokonzul i koju se nazivalo Proconsularis kao staru provinciju Africu Proconsularis od koje je i nastala, Byzacenu i Tripolitaniju na jugu. 
Položajem je odgovarala priobalju današnje Libije i južnom dijelu Tunisa. Na istoku se provincija nastavljala u provinciju Gornju Libiju.
Značajniji gradovi u njoj su bili Tacape, Girba, Tripolis i Leptis Magna, koja je bila i sjedištem provincije.